# PSPad
PSPadは、フリーウェアのテキストエディタ兼ソースコードエディタ。2001年に初めてリリースされた。Jan Fialaという開発者が単独でWindows向けに開発したものである。
シンタックスハイライト、バイナリエディタ機能などのソフトウェア開発向きの機能を多数備えており、PHP、Perl、HTML、Javaなどの各種言語を編集するための汎用的グラフィカルユーザインタフェースGUIとして設計されている。各種統合開発環境 (IDE) のプロジェクト形式を扱うことができ、複数のファイルを一度にセーブするなどの機能がある。他にも自動補完機能、タブ表示、FTPクライアント機能、正規表現による文字列検索・置換機能がある。
PSPadのインタフェースはタブ付きのMDIであり、複数のファイルを編集できる。
そのまま動作可能な形でパッケージ化されており、インストール時にインストーラは不要であり、セミポータブルである。